# Lysandra caeruleolineata
Lysandra caeruleolineata är en fjärilsart som beskrevs av Ruggero Verity 1946. Lysandra caeruleolineata ingår i släktet Lysandra och familjen juvelvingar. Inga underarter finns listade i Catalogue of Life.